# アイアンシェフ
『アイアンシェフ』（英称：IRON CHEF）は、フジテレビ系列で2012年10月26日から2013年3月22日まで毎週金曜19:57 - 20:54（JST）に放送されていた料理をテーマにしたバラエティ番組。ステレオ放送、字幕放送が実施されていた。

## 概要
1993年10月から6年間放送され、ネオプライムタイムでの放送ながら人気を博した『料理の鉄人』の復活版にあたる番組。13年ぶりに復活することになった上、ゴールデンタイムに進出。初回は2時間スペシャルを放送した。
前評判と裏腹に低視聴率に悩み、2013年5月から当番組放送時間帯に『人生の正解TV〜これがテッパン!〜』を開始することが決まったため、当番組は2013年3月22日をもって終了。今後特別番組としての放送を検討するとして、7月3日に約3か月ぶりに単発で放送されたが、この1回で終了した。

## アイアンシェフ
『料理の鉄人』での「鉄人」を、本番組では「アイアンシェフ」と称する。『料理の鉄人』から「鉄人」を務める料理人が一新された。
当初は4人目のアイアンシェフの枠が空席とされていたが4人目が決まることなく番組は終了した。
対戦成績は、2013年7月3日放送分現在。

### 和のアイアンシェフ
黒木純
対戦成績…6戦4勝2敗　連勝記録3　勝率60.0%
湯島「くろぎ」店主。「京味」亭主・西健一郎の元で修行を重ねた。
試合では2枚歯の下駄を履いて料理を行い、これがトレードマークとなっている。
初回から登場している3人のアイアンシェフの中で、唯一初戦黒星を喫した一方、2戦目は番組最高得点である99点を記録してリベンジを果たした。
2012年12月31日以降の紹介VTRでコールされる別名は「日本料理界の牛若丸」。

### 中華のアイアンシェフ

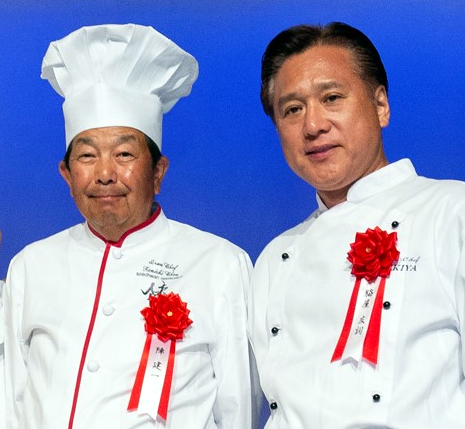
中華の鉄人陳建一（左）と中華のアイアンシェフ脇屋友詞（右）（2018年8月10日、東京都新宿区にて）

脇屋友詞
対戦成績…7戦5勝2敗　連勝記録5　勝率83.3%
赤坂「Turandot 臥龍居」オーナーシェフ。
『料理の鉄人』では鉄人陳建一に勝利。初回放送で語られたところによれば、2代目中華の鉄人に決定していたが、その前に番組が終了し、本番組で改めてアイアンシェフに起用された、という事になっている。彼の料理人としての技量の高さ・知名度から番組スタート前からアイアンシェフ就任が有力視されており、番組内でも番組スタート時にファンや関係者からは真っ先に名前があがったという。
通常の対戦では、5戦目までノミニーに1ポイントも与えていなかったが、6戦目で初黒星を喫した。なお、ドリームマッチで勝利はしたものの、三代目和の鉄人・森本正治に2ポイント取られた。
2012年12月31日以降の紹介VTRでコールされる別名は「ミスターパーフェクト」。

### フレンチのアイアンシェフ
須賀洋介
対戦成績…7戦5勝2敗　連勝記録5　勝率83.3%
ジョエル・ロブションを師匠に持つ。東京・ラスベガス・ニューヨーク・台湾で新店舗の陣頭指揮を取り、放送当時もロブションの業務をこなしながら帰国して番組出演を行っていた。
現在は東京・神谷町「SUGALABO Inc.」オーナーシェフ。
19歳から約3年間、当時ホテル西洋銀座のパティシエを務めていた稲村省三（現「パティシエ イナムラ ショウゾウ」オーナーシェフ）の下でパティシエの修業をしていた経歴がある。
試合終了時にはシャンパンを開け、2人の助手と乾杯をして助手の労を労う。
初回から登場している3人のアイアンシェフの中で最も長く全勝をキープしていたが、6戦目で初黒星を喫した。
2012年12月31日以降の紹介VTRでコールされる別名は「フレンチの貴公子」。

## アイアンシェフ（鉄人）以外の出演者
「料理の鉄人」で設定されていた架空の団体「美食アカデミー」がアイアンシェフでも設定されたが、美食アカデミー内に日本を代表する美食家で組織され、世界に通用する優れた料理人を発掘する諮問機関として『アイアンシェフ審議委員会』なる機関がおかれ、アイアンシェフ以下出演者はその構成員という設定とされた。鉄人（アイアンシェフ）同様、キャストはほぼ一新されている。

### 主宰
- 玉木宏

### 審議委員
実際の試合における料理の試食および審議も務める。
- 秋元康：作詞家。『料理の鉄人』でも審査員経験がある。
- 見城徹：幻冬舎代表取締役社長
- 柴田泉：フードジャーナリスト
- 白州信哉：文筆家
- 千住明：作曲家。番組のテーマソングも担当。
- 田崎真也：ソムリエ。『料理の鉄人』では挑戦者としても出演歴があり、イタリアンの鉄人神戸勝彦に勝利している。
- 服部幸應：料理研究家。『料理の鉄人』より引き続き解説を担当。
- 林真理子：作家
- 道場六三郎：『料理の鉄人』初代・和の鉄人。2012年大晦日放送分で黒木純と対決した。
- 八木尚子：フランス料理研究家
- 結城摂子：フードコーディネーター
- 森公美子：ノミニーが挑戦する前に、普段活躍している現場（レストランやホテル）に出向き、そこで提供される料理の調査を担当。

### 実況
- 佐野瑞樹（フジテレビアナウンサー）

### リポーター
- 三田友梨佳（フジテレビアナウンサー）[注 3]
- 谷岡慎一（フジテレビアナウンサー）：第4回から試合中のインタビューを担当
- 宮川大輔（スペシャルリポーター）：初回放送で冷蔵庫前リポートを担当

### 解説
- 服部幸應

### テクニカル解説
それぞれのジャンルのアイアンシェフまたはノミニーが出場するときのみ担当。料理人が持つ技術の解説を行う。全員辻調理師専門学校の教授である。テレビ出演は6年ぶり。
- 杉浦孝王：和食担当
- 吉岡勝美：中華担当
- 古俣勝：フレンチ担当。公式サイトでは西洋料理担当と表示されている。
- 可児慶大：イタリアン・スペイン担当。公式サイトでは西洋料理担当。また辻調理師専門学校のサイトの解説紹介ではイタリア料理担当となっているが、スペインでの研修経験があるためスペイン料理も担当する。

## ルール
「4人目のアイアンシェフを選ぶ」という設定の元、以下のシステムによって進行する。
- 『料理の鉄人』時代の「鉄人」や食に詳しいスペシャリストが、4人目のアイアンシェフにふさわしいと推薦する料理人と、その技量を確かめるべく立ちはだかるアイアンシェフという構図で進行する。番組内では挑戦者は、「ノミニー」と呼ばれる。この呼称は、nominee = 「指名された人」の意味である。
- 「挑戦者が鉄人を選ぶ」というスタイルだった『料理の鉄人』に対し、当番組では審議委員会がノミニーと対戦させるアイアンシェフを決定する。
- 「テーマ食材」は、主宰が立っているテーブルの下にある噴水から登場する。その後、主宰が「グッド・ガストロノミー!」（good gastronomy! = 「良い料理を!」の意）」と試合開始を宣言して、アイアンシェフとノミニーが食材を取りに行く。
- 制限時間は60分、残り時間は適宜アナウンスされ、すべての調理が盛付けを含めて制限時間内に終わらせなければならない。ただし料理の内容によっては試食での演出の都合上下準備までで止めてもよく、デザート対決では品数は4品と決められ、試食でデザートを仕上げるライブ形式で行われた。
- 助手は、審議委員会から選ばれた2人が各々の料理人に付く。
- 出汁、またはスープ1点のみ持ち込みができる。調理器具（包丁・まな板等）や皿などは原則として自由に持ち込み可。
- 相手側が了承すれば、調味料の貸し借り・特別な食材を持ち込む事が出来る。前者は、山田宏巳が脇屋からテンメンジャンを分けてもらう、後者はノミニー側が自家製醤油だれと自家製麺を持ち込み、公正を期するためにアイアンシェフ側も使用可となった。
- 審議は5人の審議委員によって行われ、ノミニー→アイアンシェフの順に試食を行う。勝敗の基準を「食材の魅力を引き出した方が勝ち」として、「食材を生かしたおいしさ」が10点満点、「デザイン」が5点満点、「独自性」が5点満点で、それぞれ0.5点単位で得点を付け、計20点満点で評価する。合計点が両者同点とする審査も許されている。そのときは点数のみ有効で、両者票なしとなる[注 4]。なお主宰の玉木は試食・審議・採点の場には同席しない。
- 1人の審議委員がより良い得点を付けたシェフを1票とし、多くの票を集めたシェフの勝利となる。なお、『料理の鉄人』時代は通常放送の場合、審査員が4人で、2-2でかつ合計点が同点の場合は引き分け・再試合だったが、当番組では審議委員が5人のため、同点票が入らない限り票数で引き分けになることはない。
- 判定の際は、主宰がアイアンシェフとノミニーを称えて観客に拍手を促した後、主宰は勝負結果が書かれたカードを見て、勝者を発表する。

## 対戦詳細
| 放送回 | 放送日         | テーマ食材           | アイアンシェフ       | アイアンシェフ       | 結果                 | ノミニー               | ノミニー             | ノミニー紹介コメント         | 推薦人                            |
| 放送回 | 放送日         | テーマ食材           | 名前                 | 合計点               | 結果                 | 名前                   | 合計点               | ノミニー紹介コメント         | 推薦人                            |
| ------ | -------------- | -------------------- | -------------------- | -------------------- | -------------------- | ---------------------- | -------------------- | ---------------------------- | --------------------------------- |
| 第1回  | 2012年10月26日 | 鮭                   | 須賀洋介（仏）       | 88.5点               | 4 - 1                | 宮永賢一（和）         | 83点                 | 道場六三郎からの刺客         | 道場六三郎                        |
| 第1回  | 2012年10月26日 | アグー豚             | 脇屋友詞（中）       | 98点                 | 5 - 0                | 陳建太郎（中）         | 85点                 | 陳一族のサラブレッド         | 陳建一                            |
| 第2回  | 2012年11月2日  | アカザエビ           | 黒木純（和）         | 84点                 | 2 - 3                | 伊藤勝康（仏）         | 86点                 | 農林水産省からの刺客         | 農林水産省                        |
| 第3回  | 2012年11月9日  | キノコ               | 須賀洋介（仏）       | 93点                 | 5 - 0                | 岡村光晃（伊）         | 75点                 | イタリア料理協会の刺客       | 落合務                            |
| 第4回  | 2012年11月23日 | 豆腐                 | 須賀洋介（仏）       | 95.5点               | 5 - 0                | 中野勇人（中）         | 80点                 | 見城徹、秋元康からの刺客     | 見城徹、秋元康                    |
| 第4回  | 2012年11月23日 | マダラ               | 脇屋友詞（中）       | 91.5点               | 5 - 0                | 工藤敏之（仏）         | 83点                 | フレンチの鉄人坂井からの刺客 | 坂井宏行                          |
| 第5回  | 2012年11月30日 | じゃがいも           | 脇屋友詞（中）       | 90.5点               | 5 - 0                | 本多誠一（西）         | 76点                 | 進化したスペイン料理         | 下山雄司                          |
| 第6回  | 2012年12月7日  | 地鶏                 | 黒木純（和）         | 99点                 | 5 - 0                | 川崎祐介（洋）         | 89点                 | ぐるなび日本一の男           | 滝久雄                            |
| 第7回  | 2012年12月31日 | （#特別番組 を参照） | （#特別番組 を参照） | （#特別番組 を参照） | （#特別番組 を参照） | （#特別番組 を参照）   | （#特別番組 を参照） | （#特別番組 を参照）         | （#特別番組 を参照）              |
| 第8回  | 2013年1月18日  | チーズ               | 黒木純（和）         | 85点                 | 3 - 1                | 能勢和秀（仏）         | 75.5点               | 激安で話題! 俺のフレンチ     | 坂本孝                            |
| 第9回  | 2013年1月25日  | 牛肉                 | 脇屋友詞（中）       | 85.5点               | 5 - 0                | 浜田統之（仏）         | 80.5点               | 日本代表の天才シェフ         | 星野リゾート                      |
| 第10回 | 2013年2月15日  | キャベツ             | 脇屋友詞（中）       | 91点                 | 1 - 4                | 山田宏巳（伊）         | 94点                 | 人生ドン底の天才料理人       | 見城徹                            |
| 第11回 | 2013年2月22日  | ホタテ               | 須賀洋介（仏）       | 90点                 | 5 - 0                | 入江瑛起（ラーメン）   | 82点                 | 500種類のラーメンを作る男    | 堤下敦（インパルス） 千原ジュニア |
| 第12回 | 2013年3月1日   | いちご               | 須賀洋介（仏）       | 90点                 | 1 - 4                | 鎧塚俊彦（パティシエ） | 93点                 |                              |                                   |
| 第13回 | 2013年3月22日  | タケノコ             | 黒木純（和）         | 88点                 | 4 - 1                | 木下威征（仏）         | 83点                 | ツイッターレシピの凄腕シェフ |                                   |
| 第14回 | 2013年7月3日   | （#特別番組 を参照） | （#特別番組 を参照） | （#特別番組 を参照） | （#特別番組 を参照） | （#特別番組 を参照）   | （#特別番組 を参照） | （#特別番組 を参照）         | （#特別番組 を参照）              |

## 特別番組

### 世界の鉄人ドリームマッチ! アイアンシェフ 生対決スペシャル
2012年12月31日（月曜日）18:00 - 23:45に5時間45分の生放送。日本のアイアンシェフ3名と、新旧世界の鉄人が戦うという趣向で対戦が組まれた。大晦日での放送は、前身番組の「料理の鉄人」大晦日お節対決以来16年ぶり。大晦日での生放送は『奇跡体験!アンビリバボー』以来2年ぶり（前年の『大晦日はマル・マル・モリ・モリ! 爆笑そっくりものまね紅白歌合戦 祭りだ祭りだスペシャル』は事前収録）。
制限時間45分、審議委員7名計140点満点の特別ルールを採用。
- 第1試合 フレンチのアイアンシェフ 須賀洋介vsタイ最強鉄人 イアン・キティチャイ（タイ版『アイアンシェフ』でのアイアンシェフ）
  - 審議委員 剛力彩芽、倉科カナ、風間杜夫、長野博、林真理子、田崎真也、千住明
- 第2試合 和のアイアンシェフ 黒木純vs現役・生きる伝説 道場六三郎（『料理の鉄人』初代和の鉄人 ）
  - 審議委員 篠原涼子、別所哲也、鈴木杏樹、潮田玲子、榊原郁恵、柏原光太郎、マッキー牧元
- 第3試合 中華のアイアンシェフ 脇屋友詞vs日本料理界の破壊王 森本正治（『料理の鉄人』三代目和の鉄人・アメリカ版『アイアンシェフ』での和のアイアンシェフ）
  - 審議委員 大地真央、高橋克典、小池栄子、北村有起哉、中村扇雀、マッキー牧元、飛び入り一般人審議委員[注 20]

このほか、飛び入り審議委員審査会場のリポーターとして宮川大輔と斉藤舞子（フジテレビアナウンサー）、道場の応援として坂井宏行（『料理の鉄人』二代目フレンチの鉄人）・陳建一（『料理の鉄人』中華の鉄人）が出演し、松元真一郎（当時フジテレビアナウンサー）がナレーションを担当した。また、宮川は試食時に飛び入り一般審議委員の後ろに付きサポートも行った。
番組のエンディングでは、アイアンシェフや『料理の鉄人』放送当時の「鉄人」が勢揃いし、出演者のために鍋を調理したりシャンパンを開けたりといった様子が映し出された。
| 試合                        | チーム         | 名前                            | 結果 | 審議委員 | 審議委員 | 審議委員 | 審議委員 | 審議委員 | 審議委員 | 審議委員 | 審議委員 |
| 試合                        | チーム         | 名前                            | 結果 | 剛力     | 倉科     | 風間     | 長野     | 林       | 田崎     | 千住     | 合計     |
| --------------------------- | -------------- | ------------------------------- | ---- | -------- | -------- | -------- | -------- | -------- | -------- | -------- | -------- |
| 第1試合 テーマ食材 伊勢エビ | アイアンシェフ | 須賀洋介（仏）                  | 7    | 20       | 15       | 20       | 19       | 15       | 19       | 20       | 128点    |
| 第1試合 テーマ食材 伊勢エビ | 世界の鉄人     | イアン・キティチャイ（タイ･仏） | 0    | 18       | 14       | 18       | 18       | 12       | 16       | 18       | 114点    |
|                             |                |                                 |      | 篠原     | 別所     | 鈴木     | 潮田     | 榊原     | 柏原     | 牧元     | 合計     |
| 第2試合 テーマ食材 ブリ     | アイアンシェフ | 黒木純（和）                    | 2    | 18       | 16       | 18       | 20       | 17.5     | 15.5     | 17       | 122点    |
| 第2試合 テーマ食材 ブリ     | 世界の鉄人     | 道場六三郎（日本･和）           | 5    | 20       | 17       | 19       | 19       | 18       | 16       | 16       | 125点    |
|                             |                |                                 |      | 大地     | 高橋     | 小池     | 北村     | 中村     | 牧元     | 一般     | 合計     |
| 第3試合 テーマ食材 りんご   | アイアンシェフ | 脇屋友詞（中）                  | 5    | 18       | 19       | 19       | 17       | 20       | 19       | 20       | 132点    |
| 第3試合 テーマ食材 りんご   | 世界の鉄人     | 森本正治（米国･和）             | 2    | 19       | 18       | 16       | 18       | 17       | 18       | 19       | 125点    |

事前番組として、2012年12月24日から30日まで、道場六三郎・服部幸應・三田友梨佳アナウンサーがコタツに座って、番組の見所や対戦相手を紹介する5分番組「こたつの鉄人」が放送された。

### アイアンシェフスペシャル 料理W杯 日本代表vsアメリカ代表
2013年7月3日（水曜日）23:00 - 23:59に放送。2013年3月のレギュラー放送終了以来の約3か月ぶりの復活特別番組。
テーマ食材は、全クォーター共通でビーフとなる。
第1クォーターから第3クォーターは1対1の個人戦、第4クォーターは3対3の団体戦。各クォーター制限時間30分で、料理を1品完成させる。通常と異なり、調理助手は付かない。
個人戦では、後の団体戦で出す料理を、制限時間内であれば並行して調理する事ができる。
個人戦では勝利チームに1ポイント、団体戦では2ポイントが加算される。合計ポイントの多いチームが世界一の称号を手にすることができる。
個人戦の結果発表は、次の対戦中に速報という形で発表され、最後の団体戦は主宰から発表される。
審議委員は日本・アメリカ・ギリシャ・ベルギー・中国から各1名、計5名で行う。
- 日本代表…黒木純（和食）、脇屋友詞（中華）、須賀洋介（フレンチ）
- アメリカ代表…フランク・ルータ（イタリアン）、エリック・ジーボルド（フレンチ）、トニー・マーズ（フュージョン）
  - 審議委員…山村紅葉（女優・日本）、ジョン・V・ルース（駐日米国大使）、ヤスミン・ツァマドス（ギリシャ大使夫人）、ボブ・レナス（映像制作プロデューサー・ベルギー）、シャウ・ウェイ（料理研究家・中国）

| 試合           | チーム | 名前                             | 結果 | 審議委員 | 審議委員 | 審議委員 | 審議委員 | 審議委員 | 審議委員 |
| 試合           | チーム | 名前                             | 結果 | 日本     | アメリカ | ギリシャ | ベルギー | 中国     | 合計     |
| -------------- | ------ | -------------------------------- | ---- | -------- | -------- | -------- | -------- | -------- | -------- |
| 第1 クォーター | JAPAN  | 須賀洋介（仏）                   | 1    | 19       | 18       | 15       | 12       | 12       | 76点     |
| 第1 クォーター | USA    | トニー・マーズ（フュージョン）   | 4    | 18       | 19       | 17       | 14       | 15       | 83点     |
| 第2 クォーター | JAPAN  | 黒木純（和）                     | 3    | 20       | 18       | 17       | 19       | 19       | 93点     |
| 第2 クォーター | USA    | フランク・ルータ（イタリアン）   | 2    | 18       | 19       | 18       | 13       | 16       | 84点     |
| 第3 クォーター | JAPAN  | 脇屋友詞（中）                   | 1    | 20       | 18       | 16       | 17       | 17       | 88点     |
| 第3 クォーター | USA    | エリック・ジーボルド（フレンチ） | 4    | 17       | 19       | 18       | 18       | 19       | 91点     |
| 第4 クォーター | JAPAN  | JAPAN                            | 4    | 20       | 19       | 19       | 19       | 19       | 96点     |
| 第4 クォーター | USA    | USA                              | 1    | 18       | 20       | 18       | 15       | 17       | 88点     |

## その他
- 主宰が立つ後方の4枚のLEDパネルがあり、パネルの向かって左から和・中華・フレンチ・未決定の4人目のアイアンシェフの順番で配置されている。通常は季節の風景が映され、アイアンシェフ登場時はパネルが扉を模した絵柄に変わり、アイアンシェフ審議委員会が決定したアイアンシェフが、所定の位置からパネルが下がって登場する。対戦時には3人のアイアンシェフの写真が映される。
  - 2012年10月26日放送の初回SPは、2戦目開始前からアイアンシェフの写真が映された状態で進行。11月23日放送のSPでは、2戦目開始前から季節の風景が映され、1戦目と同様に進行。
  - 大晦日SPは、向かって左側の2枚が世界の鉄人、向かって右側2枚がアイアンシェフのパネルとなり、登場の際はそれぞれ端のパネルから登場した。対戦中のパネルはいつもとは違い、端の2枚は扉を模した絵柄が、中寄りの2枚のうち、左は世界の鉄人の写真が、右はアイアンシェフの写真が、それぞれ映されるという形となった｡
- 料理の鉄人時代と同じ演出として、番組最後に調理器具・テーマ食材・その他の食材の提供してくれた業者に感謝を込めて、提供してくれた業者名がテロップ表示される。逆に違う演出として、料理の鉄人では鉄人の登場時は3人一緒に登場していたが、アイアンシェフではアイアンシェフ審議委員会が指定されたアイアンシェフのみが登場する。また、ロイヤルボックス（観客席）では、ノミニーの応援団が垂れ幕などを出して応援をするほか、テーマ食材を提供した生産者が座っている場合がある。

## ネット局と放送時間

### レギュラー放送時代
| 放送対象地域   | 放送局                   | 系列                                         | 放送日時                      | 遅れ       |
| -------------- | ------------------------ | -------------------------------------------- | ----------------------------- | ---------- |
| 関東広域圏     | フジテレビ (CX)          | フジテレビ系列                               | 金曜 19:57 - 20:54            | 制作局     |
| 北海道         | 北海道文化放送 (UHB)     | フジテレビ系列                               | 金曜 19:57 - 20:54            | 同時ネット |
| 岩手県         | 岩手めんこいテレビ (mit) | フジテレビ系列                               | 金曜 19:57 - 20:54            | 同時ネット |
| 宮城県         | 仙台放送 (OX)            | フジテレビ系列                               | 金曜 19:57 - 20:54            | 同時ネット |
| 秋田県         | 秋田テレビ (AKT)         | フジテレビ系列                               | 金曜 19:57 - 20:54            | 同時ネット |
| 山形県         | さくらんぼテレビ (SAY)   | フジテレビ系列                               | 金曜 19:57 - 20:54            | 同時ネット |
| 福島県         | 福島テレビ (FTV)         | フジテレビ系列                               | 金曜 19:57 - 20:54            | 同時ネット |
| 新潟県         | 新潟総合テレビ (NST)     | フジテレビ系列                               | 金曜 19:57 - 20:54            | 同時ネット |
| 長野県         | 長野放送 (NBS)           | フジテレビ系列                               | 金曜 19:57 - 20:54            | 同時ネット |
| 静岡県         | テレビ静岡 (SUT)         | フジテレビ系列                               | 金曜 19:57 - 20:54            | 同時ネット |
| 富山県         | 富山テレビ (BBT)         | フジテレビ系列                               | 金曜 19:57 - 20:54            | 同時ネット |
| 石川県         | 石川テレビ (ITC)         | フジテレビ系列                               | 金曜 19:57 - 20:54            | 同時ネット |
| 福井県         | 福井テレビ (FTB)         | フジテレビ系列                               | 金曜 19:57 - 20:54            | 同時ネット |
| 中京広域圏     | 東海テレビ (THK)         | フジテレビ系列                               | 金曜 19:57 - 20:54            | 同時ネット |
| 近畿広域圏     | 関西テレビ (KTV)         | フジテレビ系列                               | 金曜 19:57 - 20:54            | 同時ネット |
| 島根県・鳥取県 | 山陰中央テレビ (TSK)     | フジテレビ系列                               | 金曜 19:57 - 20:54            | 同時ネット |
| 岡山県・香川県 | 岡山放送 (OHK)           | フジテレビ系列                               | 金曜 19:57 - 20:54            | 同時ネット |
| 広島県         | テレビ新広島 (TSS)       | フジテレビ系列                               | 金曜 19:57 - 20:54            | 同時ネット |
| 愛媛県         | テレビ愛媛 (EBC)         | フジテレビ系列                               | 金曜 19:57 - 20:54            | 同時ネット |
| 高知県         | 高知さんさんテレビ (KSS) | フジテレビ系列                               | 金曜 19:57 - 20:54            | 同時ネット |
| 福岡県         | テレビ西日本 (TNC)       | フジテレビ系列                               | 金曜 19:57 - 20:54            | 同時ネット |
| 佐賀県         | サガテレビ (STS)         | フジテレビ系列                               | 金曜 19:57 - 20:54            | 同時ネット |
| 長崎県         | テレビ長崎 (KTN)         | フジテレビ系列                               | 金曜 19:57 - 20:54            | 同時ネット |
| 熊本県         | テレビくまもと (TKU)     | フジテレビ系列                               | 金曜 19:57 - 20:54            | 同時ネット |
| 大分県         | テレビ大分 (TOS)         | 日本テレビ系列 フジテレビ系列                | 金曜 19:57 - 20:54            | 同時ネット |
| 鹿児島県       | 鹿児島テレビ (KTS)       | フジテレビ系列                               | 金曜 19:57 - 20:54            | 同時ネット |
| 沖縄県         | 沖縄テレビ (OTV)         | フジテレビ系列                               | 金曜 19:57 - 20:54            | 同時ネット |
| 宮崎県         | テレビ宮崎 (UMK)         | フジテレビ系列 日本テレビ系列 テレビ朝日系列 | 土曜 10:30 - 11:27            | 15日遅れ   |
| 青森県         | 青森放送（RAB）          | 日本テレビ系列                               | 水曜 0:53 - 1:50 （火曜深夜） | 不定期     |
| 山梨県         | テレビ山梨 (UTY)         | TBS系列                                      | 日曜 15:00 - 16:00            | 不定期     |

## スタッフ
- 音楽：千住明
- ナレーター：斉藤舞子（フジテレビアナウンサー）、松元真一郎、立木文彦（料理W杯から担当）
- 構成：塩沢航、石坂伸太郎
- TP：勝村信之、辻本豊
- 美術制作：三竹寛典
- デザイン：鈴木賢太
- タイトル：山口剛
- CGデザイン：木本禎子
- フードコーディネーター：FOODIES
- 編成：浜野貴敏
- 広報：渡邉朱織
- 広報宣伝：稲葉恵子
- デジタルコンテンツ：寺記夫
- デスク：高橋沙織
- TK：江野澤郁子
- アソシエイツ：金光修、石原隆、小山薫堂、伊藤正宏（第2回 - ）
- 全国調査協力：食べログ
- 協力：服部栄養専門学校、辻調理師専門学校 / 八峯テレビ、フジアール、FLT、IMAGICA、VIC、J-works、インターナショナルクリエイティブ、SUNPOHONIX、明光セレクト、Lefty's
- special thanks：田中経一
- ディレクター：長沼昭悟、石川哲久、石川のりひさ、永田修一、篠崎友和、堀川香奈、廣井敦
- AP：利光ともこ、小澤彗里子
- 協力プロデューサー：松尾利彦
- プロデューサー：山本布美江、矢崎裕明（矢崎→以前は、ディレクター）、石川陽、朝倉千代子
- 演出・CP：竹内誠
- 制作著作：フジテレビ